# Haverton Hill
Haverton Hill est une zone de l'arrondissement de Stockton-on-Tees et du comté cérémonial du comté de Durham, en Angleterre. 
Autrefois considérée comme faisant partie de Billingham, Haverton Hill était autrefois une communauté industrielle florissante qui a subi un dépeuplement important depuis les années 1960 en raison de la pollution.
Il est situé au nord de la rivière Tees, près de Billingham. L'A1046 est la route principale reliant Stockton et l'A19 à l'ouest et Port Clarence et l'A178 à l'est.

## Histoire
En 1828, Haverton Hill était un petit hameau. Le règlement avec Port Clarence adjacent, s'est développé à la suite de l'ouverture de Clarence Railway en 1833. Le chemin de fer, détenu par Christopher Tennant, était un rival du Stockton and Darlington Railway et transportait du charbon des gisements de charbon de Durham vers des navires charbonniers pour être expédié à des endroits comme Londres. Haverton Hill et Port Clarence ont été choisis comme terminus car la rivière à ce tronçon était suffisamment profonde pour accueillir les navires. Plus en amont, près de Stockton-on-Tees, la navigation était extrêmement difficile en raison des eaux peu profondes. Directement en face, de l'autre côté de la rivière Tees, le Stockton and Darlington Railway fut, pour la même raison, prolongé, en 1830, jusqu'à Middlesbrough.

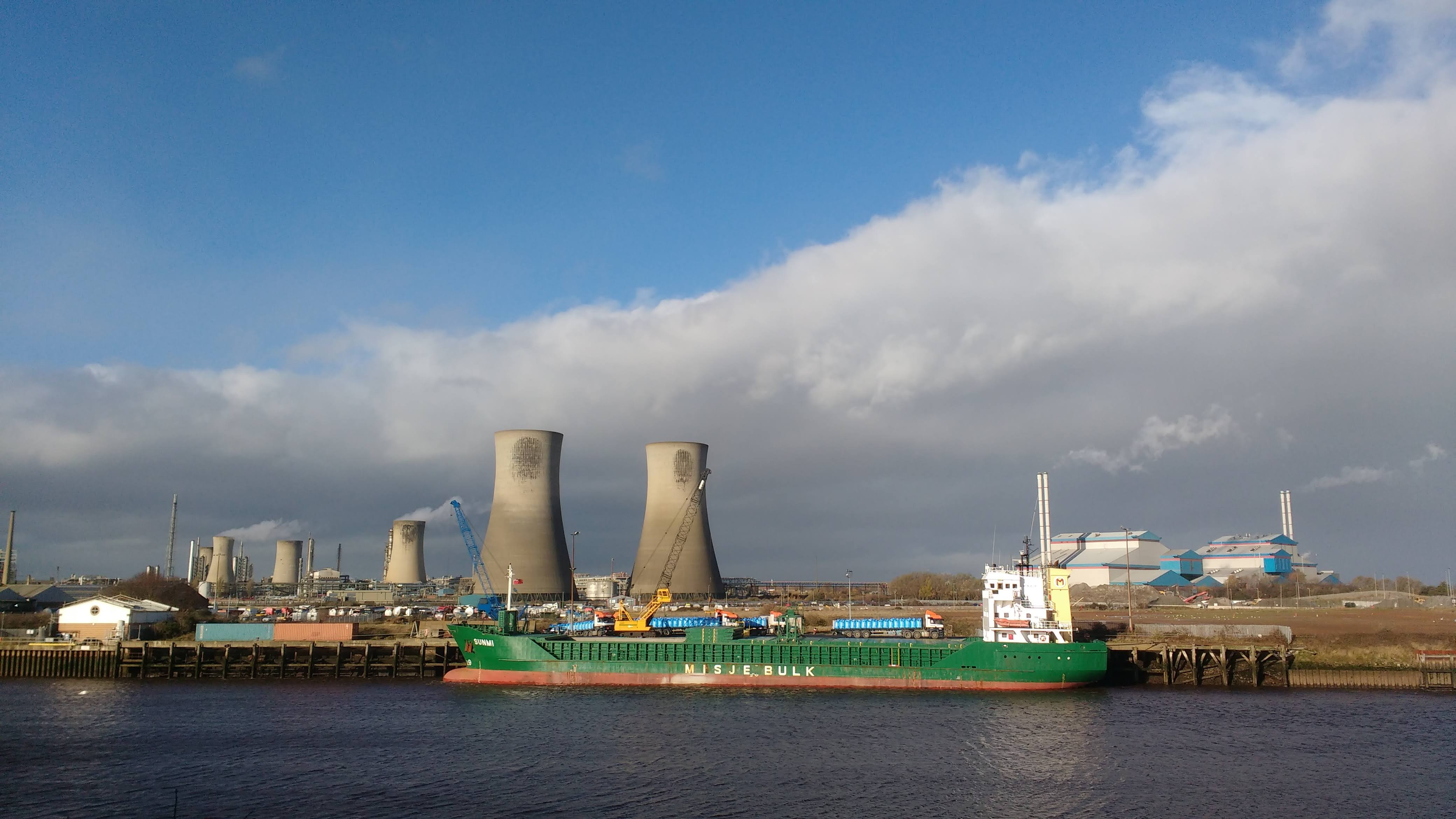
Haverton Hill vue de Middlesbrough.

Le chemin de fer de Clarence utilisait une voie appartenant au Stockton and Darlington Railway, entre Shildon et les mines de charbon. La rivalité entre les deux compagnies de chemin de fer a entravé la prospérité du Clarence Railway, malgré sa distance plus courte avec les bassins houillers, et a empêché Haverton Hill et Port Clarence de croître aussi rapidement que Middlesbrough.
Entre 1833 et 1850, de petites industries telles qu'une sidérurgie suivie de verreries ont vu le jour à Haverton Hill, grâce à l'amélioration des transports.
En 1850, du fer a été découvert à Eston Hills, au sud de la rivière Tees, ce qui a stimulé la région, en particulier Middlesbrough, qui avait déjà construit de nombreuses fonderies de fer par John Vaughan et Henry Bolckow.
En 1860, Haverton Hill devint une paroisse.
En 1861, Vaughan et Bolckow ont découvert des gisements de sel près de Middlesbrough, mais leur extraction n'a pas été jugée économiquement viable. Cela a incité John Bell, en 1874, à forer au nord de la rivière où il a découvert un vaste lit de sel à Saltholme Farm, près de Haverton Hill. Des techniques améliorées d'extraction du sel ont été développées en 1882, ce qui a conduit à l'exploitation du sel par Bell Brothers et d'autres sociétés. Cette nouvelle industrie a entraîné une nouvelle croissance de Haverton Hill et des établissements voisins, l'industrie du sel construisant des logements pour ses travailleurs.
La cérémonie d'ouverture de Haverton Hill Road a eu lieu le 15 octobre 1905.
Casebourne a établi une cimenterie sur la banque Tees en 1904. Un autre stimulant pour la croissance de Haverton Hill a eu lieu en 1917 lorsque le chantier naval Furness (connu comme chantier naval de Haverton Hill) a été autorisé à être construit afin de remplacer les navires coulés par des sous-marins allemands pendant la Première Guerre mondiale. Le premier navire a été lancé en 1919, nommé War Energy. Un village modèle ou une cité-jardin a été construit pour accueillir 500 hommes comme main-d'œuvre qualifiée pour le chantier naval.
En 1920, la société Brunner Mond, qui avait déjà une industrie d'extraction de sel dans la localité, s'est diversifiée dans la production d'engrais en créant la société Synthetic Ammonia and Nitrates Ltd.Brunner Mond en 1926 a fusionné avec trois autres sociétés pour former Imperial Chemical Industries.
ICI a rapidement étendu sa présence dans la région au cours des prochaines décennies et, en 1928, a repris les cimenteries de Casebourne, qui utilisaient les sous-produits de l'usine d'engrais comme matière première.
La pollution atmosphérique, provenant principalement d'une chaudière et d'une usine d'acide sulfurique construites par I.C.I. est devenu une préoccupation majeure après la Seconde Guerre mondiale. Cela a conduit à la démolition totale des maisons d'habitation à Haverton Hill au cours des années 1960 et 1970, la majeure partie de sa population étant transférée à proximité de Billingham.

## Aujourd'hui
Aujourd'hui, une zone industrielle légère occupe le site de Haverton Hill. Le I.C.I. à proximité les usines responsables de la majeure partie de la pollution ont maintenant été démolies. Haverton Hill fait partie de la circonscription parlementaire de Stockton North. Haverton Hill est difficile d'accès sans véhicule à moteur, mais il y a un service de bus peu fréquenté par le groupe Stagecoach qui traverse Haverton Hill Road. Les services de bus numéro 1 et 34 sont sur la route de Haverton Hill,.